# Inderjeet Parmar
Inderjeet Parmar (* 1. März 1960) ist ein Politikwissenschaftler, der als Professor an der City, University of London, forscht und lehrt. Sein fachlicher Schwerpunkt sind die Internationalen Beziehungen. 2011/12 am tierte er als Vorsitzender der British International Studies Association (BISA).
Parmar studierte Soziologie an der London School of Economics und politische Soziologie an der University of London. Er wurde an der University of Manchester zum Ph.D. (Politikwissenschaft und internationale Beziehungen) promoviert. 2012 wurde er als Professor an die City, University of London, berufen, zuvor lehrte er an der University of Manchester.
Er war Hauptforscher und Koordinator des Forschungsnetzwerkes des American Human Rights Council (AHRC) zur Präsidentschaft von Barack Obama.

## Schriften (Auswahl)

### Monographien
- Foundations of the American century. The Ford, Carnegie, and Rockefeller Foundations in the rise of American power. Columbia University Press, New York 2012, ISBN 978-0-23114-628-9.
- Think tanks and power in foreign policy. Acomparative study of the role and influence of the Council on Foreign Relations and the Royal Institute of International Affairs, 1939–1945. Palgrave Macmillan, New York 2004, ISBN 1403921032.
- Special interests, the state and the Anglo-American alliance, 1939–1945. Frank Cass, London/Portland 1995, ISBN 0714645699.

### (Mit-)Herausgeberschaften
- Barack Obama and the myth of a post-racial America. Routledge / Taylor & Francis Group, London/New York 2014, ISBN 978-0-41581-393-8.
- Obama and the world. New directions in US foreign policy. 2. Auflage, Routledge/Taylor & Francis Group, London/New York 2014, ISBN 978-0-41571-522-5.
- Soft power and US foreign policy. Theoretical, historical and contemporary perspectives. Routledge, New York/London 2010, ISBN 978-0-41549-203-4.